# Antarcturus signiensis
Antarcturus signiensis är en kräftdjursart som beskrevs av White 1979. Antarcturus signiensis ingår i släktet Antarcturus och familjen Antarcturidae. Inga underarter finns listade i Catalogue of Life.